# 2011摩洛哥皇家空军C-130空难
2011年7月26日，摩洛哥皇家空军的一架C-130“大力神”军用运输机在摩洛哥格勒米姆附近坠毁，机上80人全部遇难。机上载有71名乘客（最初报道为72人），其中大多数为摩洛哥皇家军队成员，以及9名机组人员。有三名人员残骸中被救出，但因伤势严重而不治身亡。

## 事故
涉事飞机是一架四引擎的洛克希德 C-130H“大力神”运输机，注册编号为CNA-OQ。航线从摩洛哥的达赫拉机场飞往盖尼特拉空军基地，中途计划经停盖勒姆机场。
在接近格盖勒姆机场时，运输机撞上了距盖勒姆东北约10公里（6.2英里；5.4海里）的Sayyert山。据报道，当时该地区天气恶劣。
这是2011年最致命的航空事故，也是摩洛哥历史上最严重的军事航空灾难。
事故发生后，摩洛哥国王穆罕默德六世宣布全国哀悼三天。